# Броварки (Черкасская область)
Броварки (укр. Броварки) — село в Золотоношском районе Черкасской области, Украины.
Село расположено в 30 км северо-западнее районного центра — города Золотоноша. Протянулось оно всего на один километр. Соседствуют Броварки с сёлами Богданы, Каленика и посёлком Малиновщина.
Село Броварки — административный центр Броваркивского сельского совета.

## История
Броварки одно из самых молодых сел. Перепись 1900 года ещё не фиксирует его. Первая упоминание о селе Броварки встречается в материалах третьей подворной переписи за 1910 год.
В исторических источниках Броварки значатся как хутор, принадлежавший Гельмязовской волости. Известный краевед Н. Ф. Пономаренко считает, что название хутора происходит от фамилии его основателя Броварки. 
На 1910 год в селе Броварки был 21 двор, из них 13 казацких и 8 крестьянских. Проживало на хуторе 120 жителей, среди них лишь один представитель интеллигенции.
В годы НЭПа хутор вошел в созданный в 1923 году Гельмязовский район. По переписи 1926 года здесь насчитывалось 56 хозяйств, население Броварок увеличилось почти втрое и составило 330 жителей.
В 1929 году крестьяне объединились в колхоз имени Крупской. Голодомор 1932—1933 годов оборвал жизни почти трети броваркивчан. Свидетели того страшного бедствия вспоминают о случаях людоедства на хуторе.
Самая старая карта на которой есть Броварки километровка РККА 1941 года
В годы Великой Отечественной войны 60 хуторян ушли на фронт, 40 из них погибли. Десятки были вывезены на работы в Германию.
В 1955 году Гельмязов, Каленики, Броварки, Богданы, Малиновщина объединили свои земли в единое коллективное хозяйство. Через три года оно распалось, и на его руинах возник колхоз «Искра» в составе Броварок и Малиновщина. Хозяйство специализировалось по выращиванию овец: на 1993 год поголовье было доведено до 9200 голов. Колхоз «Искра» реорганизовался в КСГП, СООО. Сегодня это ДП АФ «Искра» в сотрудничестве с «Энерготрансинвест ХОЛДИНГ».